# Пеласг (син на Триоп)
Вижте пояснителната страница за други значения на Пеласг.
Пеласг (на старогръцки: Πελασγός, Pelasgos) в гръцката митология е син на Триоп, цар на Аргос и потомък на речния бог Инах (баща на основателя на града Фороней).
Брат е на Иас (Яс от Аргос), заедно с когото управлява полиса, както и на местните военачалници Агенор и Ксантос. Негова сестра е Месена, смятана за основателка на царство Месения. друга негова сестра вероятно е Хризантис/Хризантида, която докато богинята Деметра гостува на Пеласг й разказва какво се е случило с отвлечената й от Хадес дъщеря Персефона (Кора), която тя е тръгнала да издирва. Самият Пеласг създава за богинята светилището Деметер Пеласгис, в близост до което по времето на пътешественика Павзаний е показван гробът му. Той построява, според легендата и крепостта Лариса, наречена на дъщеря му Лариса.